# Семь смертных грехов

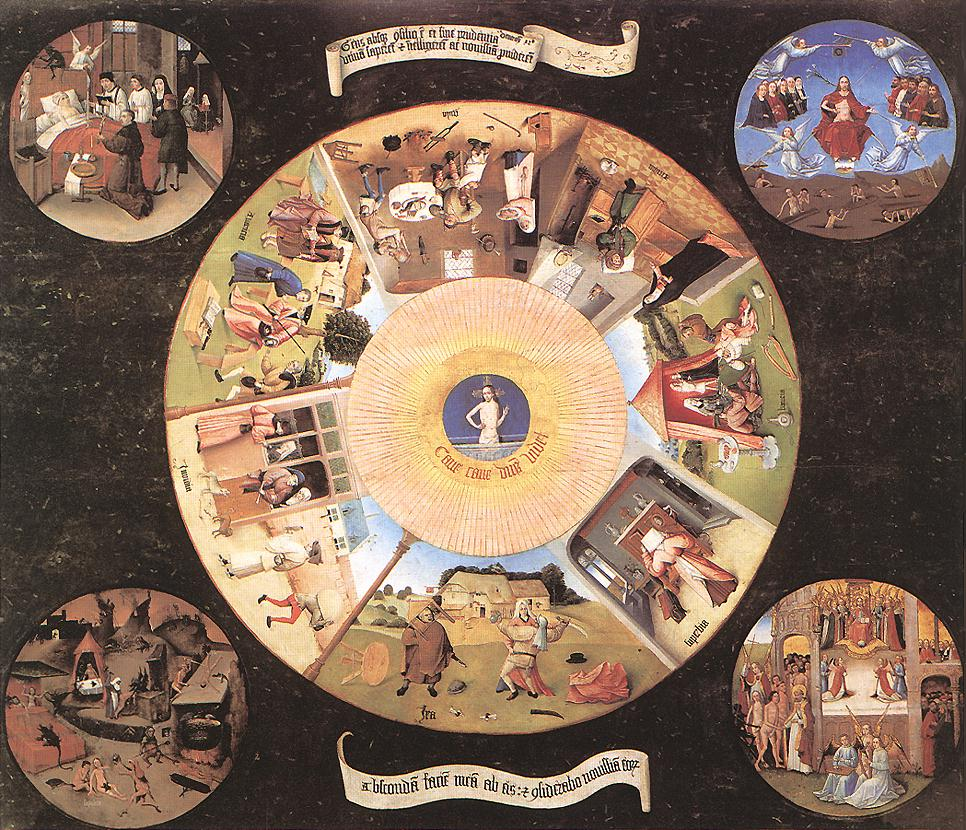
Иероним Босх «Семь смертных грехов и четыре последние вещи»

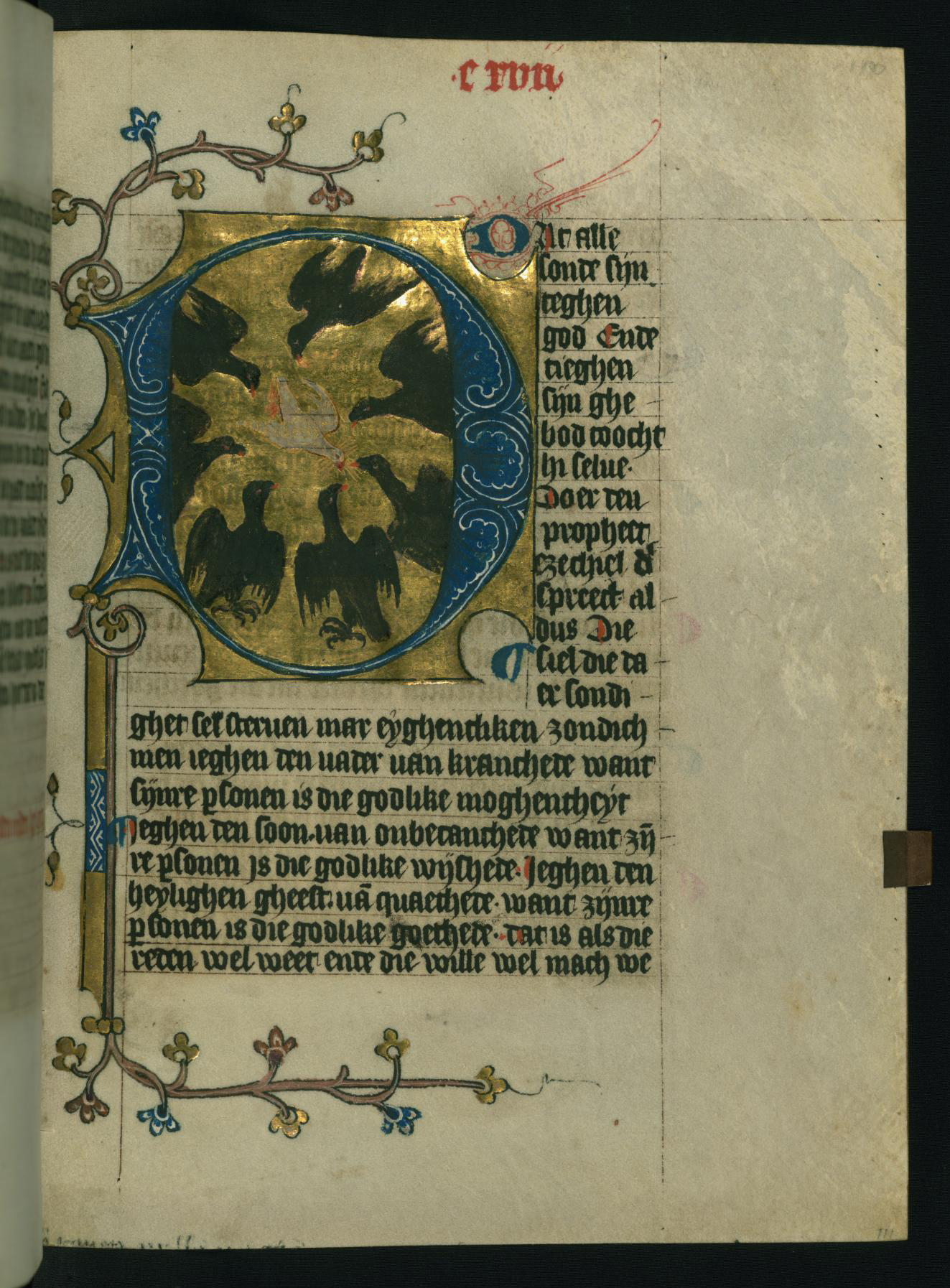
Святой дух и семь смертных грехов. Фолио из рукописи Уолтерса W.171 (XV век)

Семь сме́ртных грехо́в — группа и классификация пороков в западных христианских учениях. Поступок относится к категории смертных грехов, если он является непосредственной причиной других безнравственных поступков. К смертным грехам относятся: гордыня, жадность, гнев, зависть, похоть (или блуд), чревоугодие и уныние. Семи смертным грехам противопоставляют Семь добродетелей.
Понятие смертных грехов восходит к новозаветному Первому посланию от Иоанна: «Если кто видит брата своего согрешающего грехом не к смерти, то пусть молится, и Бог даст ему жизнь, то есть согрешающему грехом не к смерти. Есть грех к смерти: не о том говорю, чтобы он молился». Представление о смертных грехах нашло своё развитие у отцов-пустынников, особенно Евагрия Понтийского, который называл семь (или восемь) злых помыслов, которые необходимо преодолеть. Ученик Евагрия, Иоанн Кассиан, благодаря своей книге «О правилах общежительных монастырей», сделал эту классификацию известной в Европе, где она со временем стала основой для католической конфессиональной практики, что зафиксировано в покаянных наставлениях, проповедях, таких как «Рассказ пастора» Чосера, и художественных произведениях, таких как «Чистилище» Данте (где кающиеся с горы Чистилище сгруппированы и несут наказание в соответствии с их худшим грехом). Католическая церковь использовала представление о смертных грехах, чтобы помочь людям обуздать их злые наклонности. Учи́тели особенно обращали внимание на гордыню, считавшуюся грехом, отделяющим душу от благодати, и являющуюся самой сутью зла, а также на жадность, лежащую в основе всех остальных грехов. Семь смертных грехов обсуждались в трактатах и изображались на картинах и в скульптурах католических церквей, а также в старых учебниках.
Семь смертных грехов, а также непростительный грех (богохульство) и грехи, которые взывают к Небесам о мести, порицаются в западных христианских традициях как поступки, достойные сожаления.

## История

### Греко-римские предшественники
У семи смертных грехов были дохристианские греческие и римские предшественники. Перечисляя в «Никомаховой этике» добродетели, Аристотель утверждает, что каждое положительное качество представляет собой золотую середину между двумя крайностями, каждая из которых является пороком. Например, смелость — это добродетель противостояния страху и опасности; излишняя смелость — это безрассудство, а недостаток смелости — трусость. Аристотель перечисляет также такие добродетели, как умеренность (самообладание), щедрость, величие души (великодушие), умерение гнева, дружба, а также остроумие или обаяние.
Римские писатели, такие как Гораций, превозносили достоинства, перечисляя пороки и предостерегая от них. В первых Посланиях Горация говорится, что «избавление от порока — это начало добродетели, а избавление от глупости — начало мудрости».

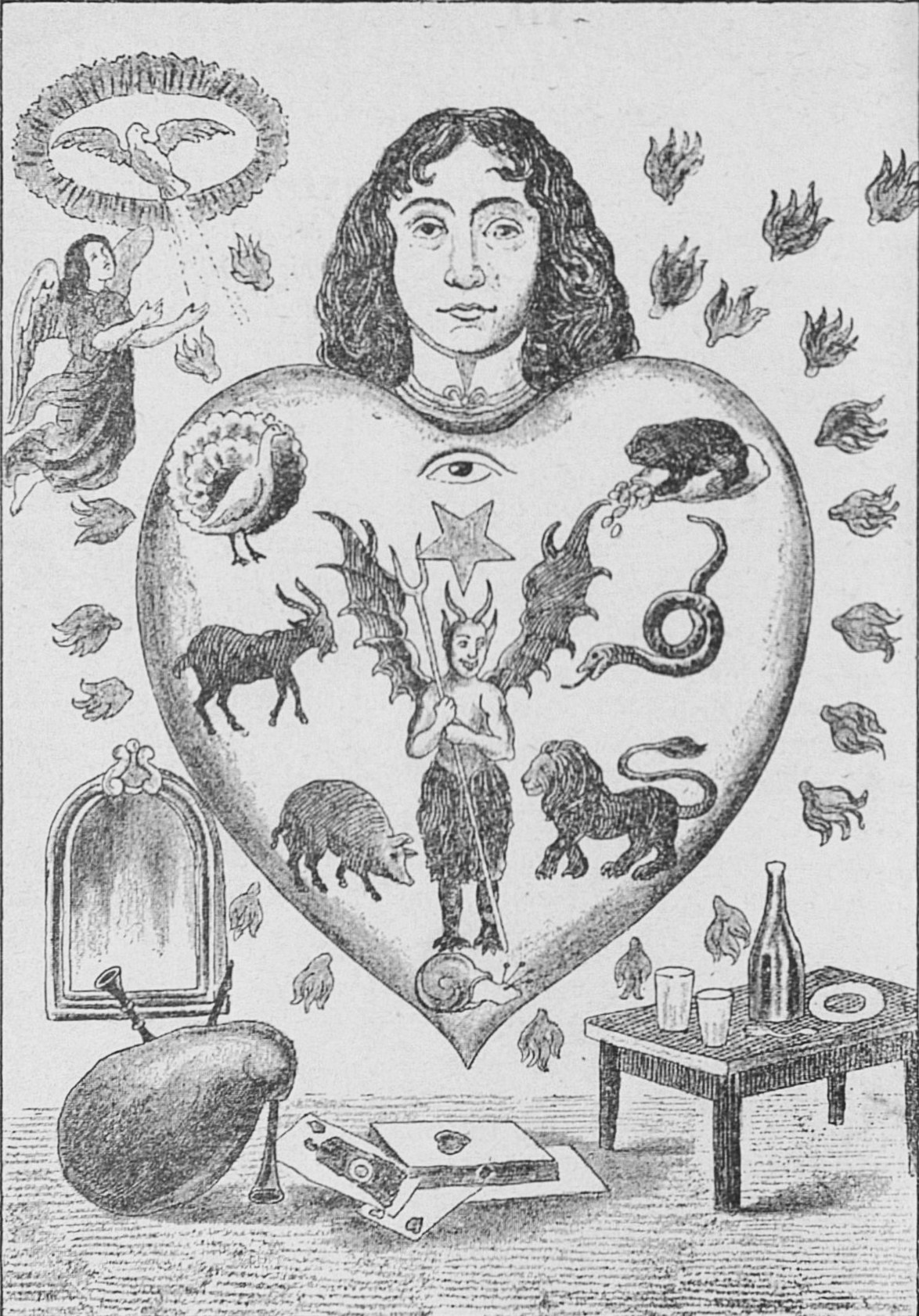
Аллегорическое изображение человеческого сердца, подверженного семи смертным грехам, каждый из которых представлен животным (по часовой стрелке: жаба = алчность; змея = зависть; лев = гнев; улитка = лень; свинья = чревоугодие; коза = похоть; павлин = гордыня).

### Ранние христианские представления
Христианские представления о семи смертных грехах имеют свои корни в трудах монаха IV века Евагрия Понтийского, который перечислил восемь злых помыслов на греческом языке:
1. др.-греч. Γαστριμαργία (gastrimargia) — обжорство
2. др.-греч. Πορνεία (porneia) — проституция, прелюбодеяние
3. др.-греч. Φιλαργυρία (philargyria) — жадность (скупость)
4. др.-греч. Λύπη (lypē) — грусть (в Philokalia зависть, то есть грусть из-за чужого успеха)
5. др.-греч. Ὀργή (orgē) — гнев
6. др.-греч. Ἀκηδία (akēdia) — акедия (в Philokalia депрессия)
7. др.-греч. Κενοδοξία (kenodoxia) — хвастовство
8. др.-греч. Ὑπερηφανία (hyperēphania) — гордыня, иногда спесь, заносчивость[10]

Труды Евагрия были переведены на латынь западного христианства в основном в трудах Иоанна Кассиана, таким образом, став частью духовных pietas (католических богослужений) западной традиции, получив следующие имена:
1. лат. Gula — обжорство
2. лат. Luxuria/Fornicatio — похоть, прелюбодеяние
3. лат. Avaritia — жадность
4. лат. Tristitia — печаль/депрессия/отчаяние
5. лат. Ira — гнев
6. лат. Acedia — лень
7. лат. Vanagloria — тщеславие
8. лат. Superbia — гордость, спесь

Эти злые помыслы можно разделить на три группы:
- похотливый аппетит (чревоугодие, блуд и жадность)
- вспыльчивость (гнев)
- развращение ума (тщеславие, печаль, гордыня и уныние)

В 590 году папа Григорий I пересмотрел этот список. Григорий объединил tristitia с acedia, а vanagloria с superbia, и добавил зависть, на латыни, invidia. Список Григория стал стандартным списком смертных грехов. Фома Аквинский использует и защищает список основных грехов, составленный Григорием, в своей „Summa Theologica“, хотя он называет их „главными грехами“, потому что они являются заглавием для всех остальных грехов. Англиканская община, лютеранская церковь, методистская церковь и другие христианские конфессии также соблюдают этот список. Своё объяснение семи смертных грехов дали современные евангелисты, такие как Билли Грэм.

## Исторические и современные определения, взгляды и ассоциации
Большинство смертных грехов Данте Алигьери определяет как извращённые или развращённые версии любви: похоть, чревоугодие и жадность — всё это чрезмерная или беспорядочная любовь к вещам; гнев, зависть и гордыня — это извращённая любовь, направленная на причинение зла другим. Единственное исключение — это лень, недостаток любви. Семь смертных грехов есть семь путей к вечной смерти. Главные грехи от похоти до зависти обычно связаны с гордыней, которую считают матерью всех грехов.

### Похоть

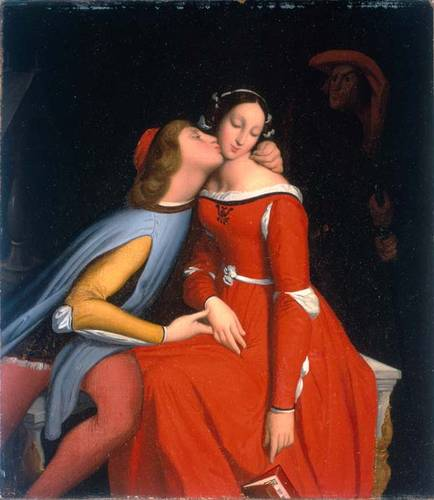
Паоло и Франческа, которых „ Ад“ Данте описывает как проклятых за прелюбодеяние. (Энгр, 1819 г.)

Вожделение или похоть (лат. Luxuria, плотское) — это сильное желание. Обычно вожделение ассоциируют с сильным или необузданным сексуальным желанием, которое может привести к блуду (включая прелюбодеяние), изнасилованию, зоофилии и другим греховным половым актам. Однако вожделение может означать и другие формы необузданного желания, например, денег или власти. Генри Эдвард Мэннинг говорит, что нечистота похоти превращает человека в „раба дьявола“.
Данте определил похоть как беспорядочную любовь к людям. Обычно она считается наименее серьёзным смертным грехом, поскольку это злоупотребление способностями, которые люди разделяют с животными, а грехи плоти менее тяжкие, чем грехи духовные.
В „ Чистилище“ Данте кающийся ходит в огне, чтобы очистить себя от похотливых мыслей и чувств. В „ Аду“ Данте непрощённые души, виновные в похоти, вечно разносятся неугомонными ветрами, символизирующими отсутствие самообладания в земной жизни.

### Чревоугодие

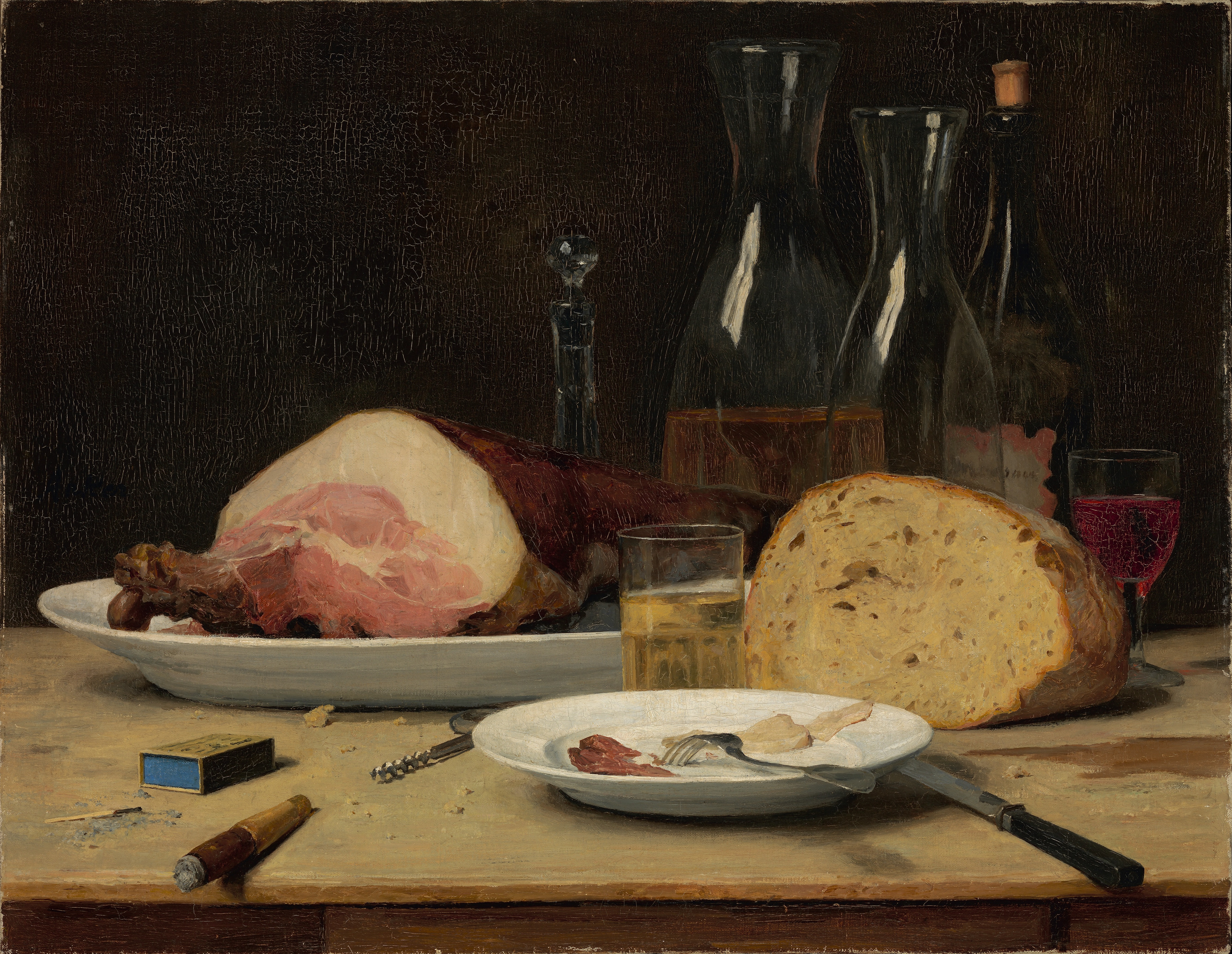
Натюрморт: Излишество (Альберт Анкер, 1896 г.)

Обжорство (лат. gula) является чрезмерным увлечением и чрезмерным потреблением чего-либо, доходящим до расточительства. Слово происходит от латинского gluttire, глотать.
Одна из причин его осуждения заключается в том, что переедание со стороны зажиточных может оставить нуждающихся голодными.
Средневековые церковные авторитеты (например, Фома Аквинский) придерживались более широкого взгляда на обжорство, утверждая, что оно также может включать в себя навязчивое ожидание еды и чрезмерное увлечение деликатесами и дорогостоящей пищей.
Фома Аквинский перечислил пять форм обжорства:
- Laute — есть слишком дорого
- Studiose — есть слишком вкусно
- Nimis — есть слишком много
- Praepropere — есть слишком часто
- Ardenter — есть слишком жадно

Самым серьёзным из них часто считается ardenter, поскольку это страсть к простым земным удовольствиям, которая может заставить есть импульсивно или даже свести жизненные цели к простым еде и питью. Примером этого является то, что Исав продал своё первородство за чечевичную похлёбку, „нечестивый человек … который за кусок мяса продал своё первородство“, а позже „не нашёл места для покаяния, хотя и искал его тщательно, со слезами“ [Быт. 25:30].

### Жадность

Поклонение мамоне (1909) Эвелин Де Морган.

Жадность (лат: avaritia), также известная как скупость, алчность, или корысть — это, как и похоть или обжорство, грех желания. Однако понятие жадность (с точки зрения Церкви) применяется к искусственному, хищническому желанию и погоне за материальными благами. Фома Аквинский писал: „Жадность — это грех против Бога, как и все смертные грехи, поскольку в ней человек отказывается от вечного ради временного“. В Чистилище Данте кающихся связывают и кладут на землю лицом вниз за чрезмерную сосредоточенность на земных мыслях. Накопление материалов или предметов, кража и грабёж, особенно с применением насилия, обмана или манипулирования властью, — все это действия, которые могут быть вызваны жадностью. Такие проступки могут включать симонию, когда кто-то пытается купить или продать таинства, включая священство и, следовательно, авторитетные должности в церковной иерархии. 
По словам Генри Эдварда, алчность „погружает человека глубоко в трясину этого мира, так что человек делает повседневность своим богом“.
Согласно определению, данному вне христианских писаний, жадность — это чрезмерное желание приобрести или обладать большим, чем потребно человеку, особенно в отношении материального богатства. Как и гордыня, жадность может привести не только к некоторым злым поступкам, но и ко всему злу.

### Лень

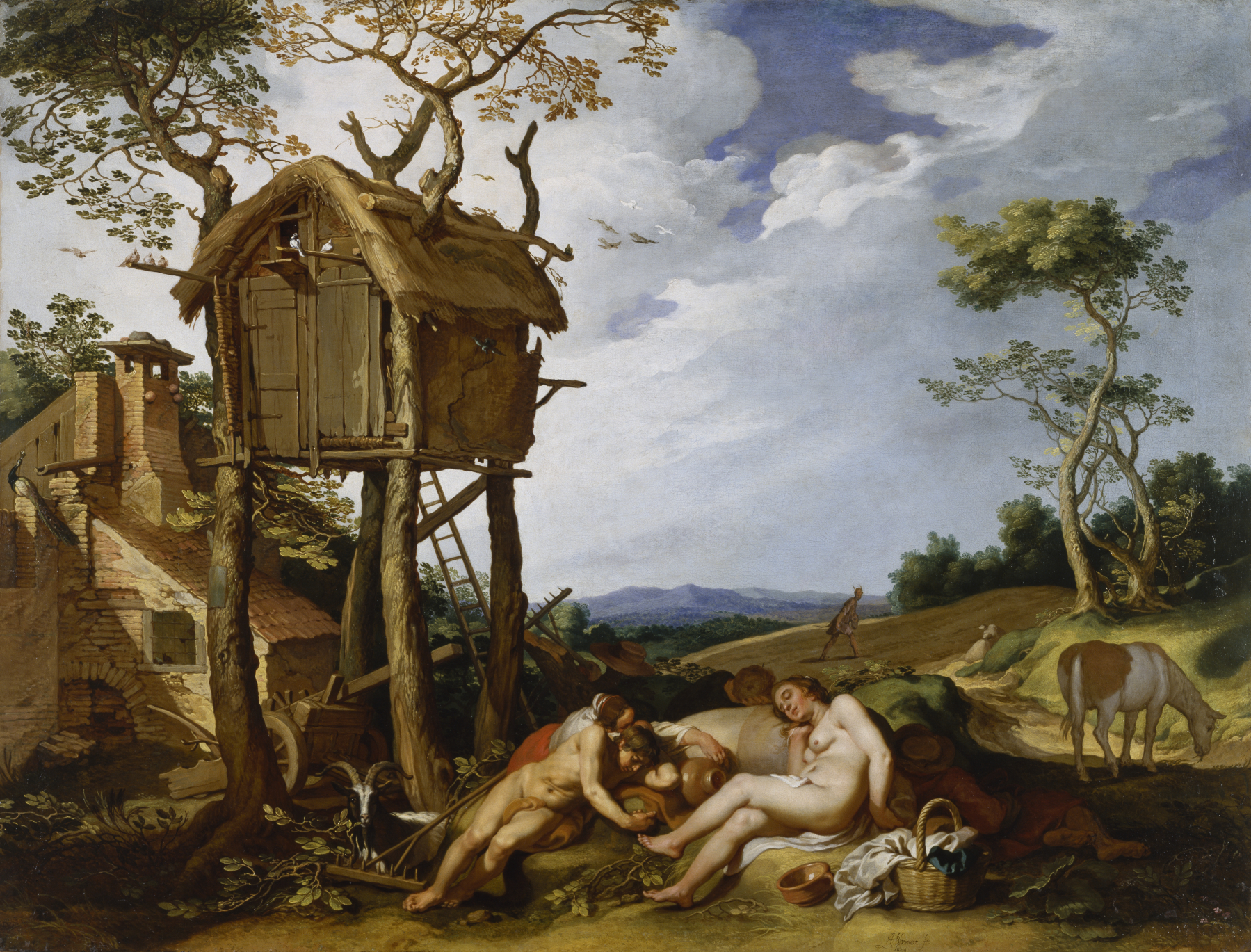
„Притча о добром семени и о плевелах“ (1624) Авраама Блумарта, Художественный музей Уолтерса

Леность (лат. tristitia или acedia, „беззаботность“) относится к комплексу понятий, восходящему к древности и включающему психические, духовные, патологические и физические состояния. Этот комплекс может быть определён как отсутствие интереса или привычное нежелание прилагать усилия.
В своей „Summa Theologica“ святой Фома Аквинский определил праздность как „печаль о духовном благе“.
Спектр лени широк. С духовной точки зрения, acedia сначала относилась к недугам, которые посещают религиозных людей, особенно монахов, когда они становятся безразличными к своим обязанностям и обязательствам перед Богом. В ментальном плане acedia имеет ряд отличительных компонентов, наиболее важными из которых являются отсутствие эмоций, отсутствие каких-либо чувств по отношению к себе или другим, состояние ума, вызывающее скуку, злобу, апатию и пассивное инертное или вялое мышление. Физически acedia в основном связана с прекращением движения и безразличием к физической работе; это находит выражение в лени, праздности и бездействии.
Лень включает в себя прекращение использования семи даров благодати, данных Святым Духом (мудрость, понимание, совет, знание, благочестие, стойкость и страх Господень); такое пренебрежение может привести к замедлению духовного продвижения к вечной жизни, к пренебрежению многочисленными обязанностями милосердия по отношению к ближнему и к враждебности по отношению к тем, кто любит Бога.
Леность также определяется как неспособность делать то, что нужно. Согласно этому определению, зло существует, когда „хорошие“ люди бездействуют.
Эдмунд Бёрк (1729—1797) писал в работе „Раздумья о причинах нынешнего недовольства“ (II. 78): „Ни один человек, не воспламенённый тщеславием до энтузиазма, не может льстить себе, что его одиночные, ничем не подкреплённые, бессистемные усилия способны победить все тонкие замыслы и объединённые заговоры амбициозных граждан. Когда плохие люди объединяются, хорошие должны объединяться; иначе они падут, один за другим, как бесполезная жертва в презренной борьбе“.
В отличие от других смертных грехов, которые являются грехами безнравственности, леность — это грех невыполнения обязанностей. Он может возникнуть из-за любого из других пороков; например, сын может пренебречь своим долгом перед отцом из-за гнева. Хотя состояние и привычка к праздности является смертным грехом, тенденция души к праздности не является смертным грехом сама по себе, за исключением определённых обстоятельств.
Эмоционально и когнитивно зло acedia выражается в отсутствии какого-либо чувства к миру, к людям в нём или к себе. Acedia принимает форму отчуждения чувствующего „я“ сначала от мира, а затем от самого себя. Хотя наиболее глубокие версии этого состояния заключаются в отказе от всех форм участия или заботы о других или себе, теологи также отметили меньший, но более неприятный элемент. Из tristitia, как утверждал Григорий Великий, „возникают злоба, трусость и отчаяние“. Чосер тоже писал об acedia, включая сюда отчаяние, сонливость, безделье, опоздание, небрежность, праздность и wrawnesse, последнее по-разному переводится как „гнев“ или, лучше, как „раздражительность“. Для Чосера человеческий грех состоит в томлении и сдерживании, отказе предпринимать добрые дела, потому что, как он сам себе говорит, обстоятельства, окружающие установление добра, слишком тяжелы и слишком трудны, чтобы страдать. Таким образом, с точки зрения Чосера, acedia — враг любого источника и мотива для работы.
Лень не только подрывает жизнедеятельность тела, не заботясь о его повседневном существовании, но также замедляет ум, отвлекая его внимание от важных дел. Лень мешает человеку в его праведных начинаниях и, таким образом, становится источником гибели человека.
В своём „Чистилище“ Данте изображает наказание за acedia как непрерывное бегство на максимальной скорости. Данте описывает acedia как „неспособность любить Бога всем сердцем, всем своим разумом и всей своей душой“; для него это был „средний грех“, единственный, для которого характерно отсутствие или недостаток любви. 

### Гнев

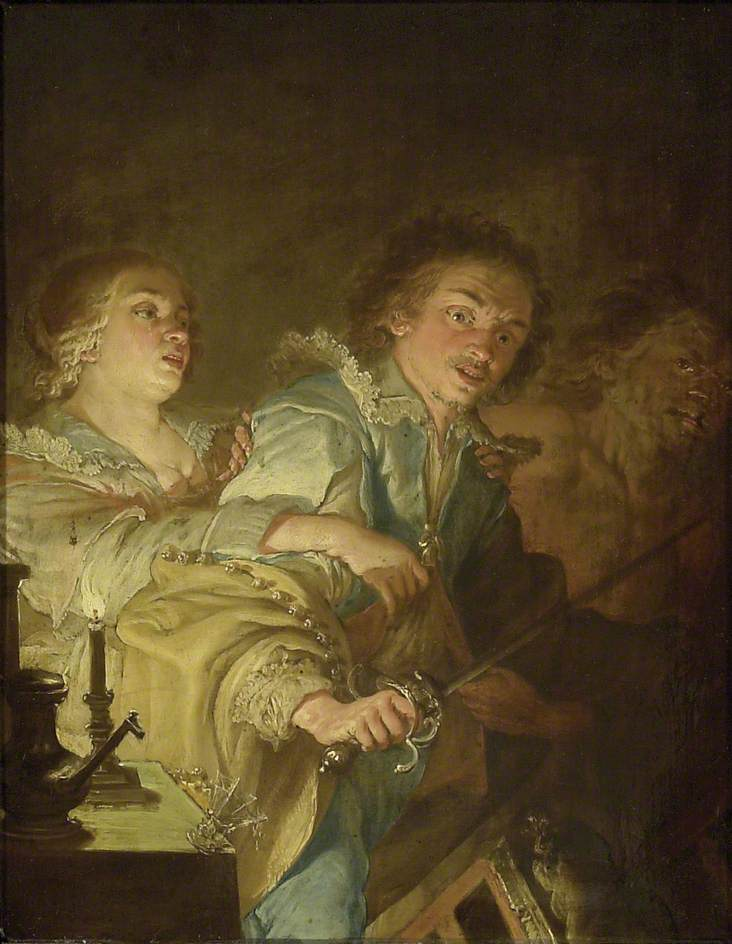
Гнев, Жак де Ланж

Гнев (лат. ira) можно определить как неконтролируемые чувства гнева, ярости и даже ненависти. Гнев часто проявляется в желании отомстить. В чистом виде гнев представляет собой обиду, насилие и ненависть, которые могут спровоцировать вражду, которая может длиться веками. Гнев может сохраняться ещё долго после того, как человек, совершивший тяжкий проступок, мёртв. Чувство гнева может проявляться по-разному, включая нетерпение, человеконенавистничество, месть и саморазрушительное поведение, такое как злоупотребление наркотиками или самоубийство.
Согласно Катехизису католической церкви, нейтральный акт гнева становится грехом гнева, когда он направлен против невиновного человека, когда он чрезмерно силён или длится долго, или когда он требует чрезмерного наказания. „Если гнев достигает точки умышленного желания убить или серьёзно ранить соседа, это серьёзный проступок против милосердия; это смертный грех“. (CCC 2302) Ненависть — это грех желания того, чтобы кто-то ещё пострадал от несчастья или зла, и смертный грех, когда кто-то желает серьёзного вреда. (CCC 2302-03)
Люди злятся, когда чувствуют, что они или кто-то, кто им небезразличен, обиделся, когда они уверены в природе и причине события, вызвавшего гнев, когда они уверены, что кто-то другой несёт ответственность, и когда они чувствуют, что все ещё могут повлиять на ситуацию или справиться с этим.
В предисловии к „Чистилищу“ Дороти Л. Сэйерс описывает гнев как „любовь к справедливости, обращённую к мести и злобе“.
По словам Генри Эдварда, разгневанные люди являются „рабами самих себя“.

### Зависть

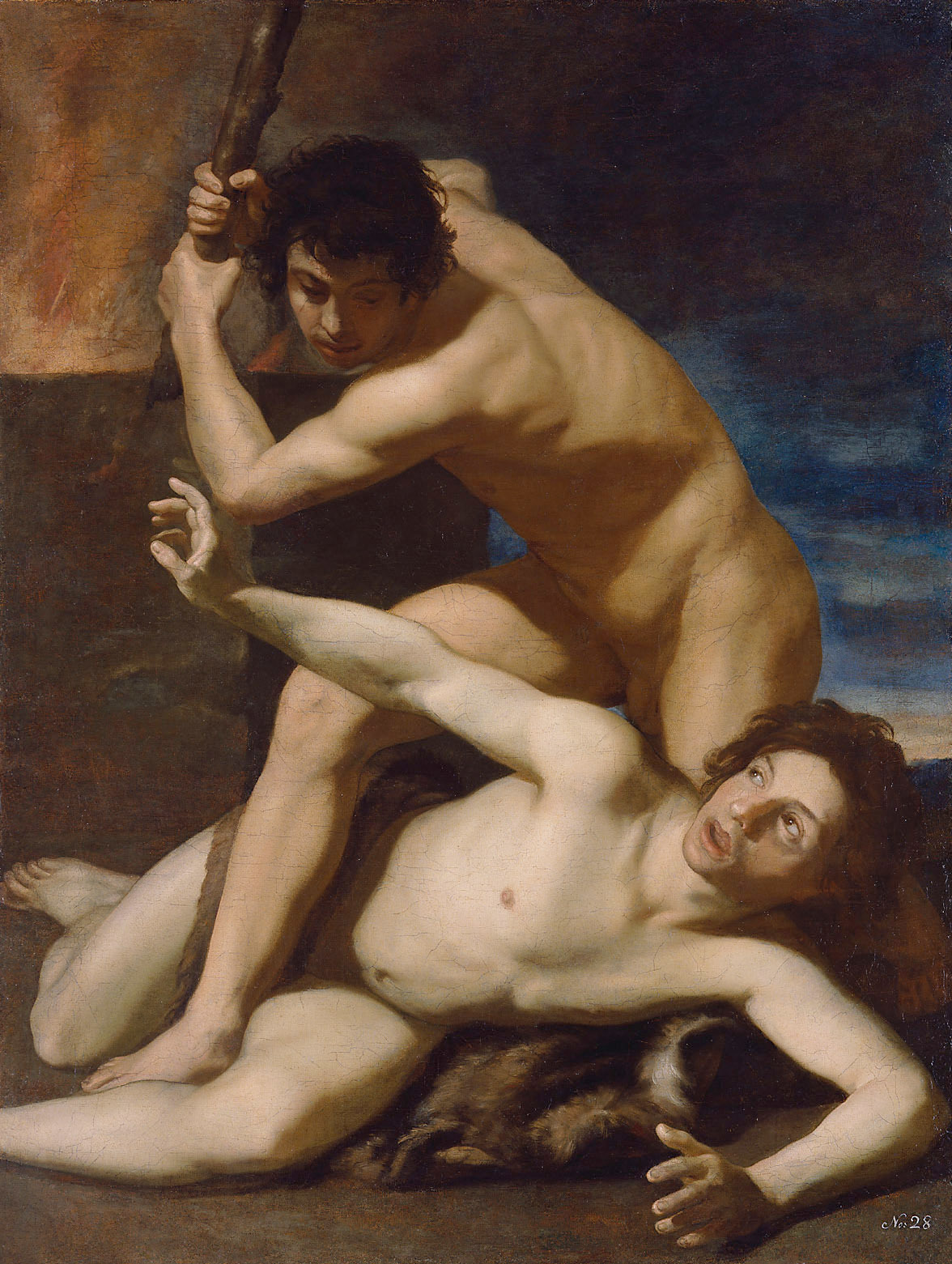
Каин убивает Авеля (ок. 1600). Бартоломео Манфреди

Зависть (лат. invidia), как и жадность или похоть, характеризуется ненасытным желанием. Её можно описать как печальную или обиженную алчность по отношению к чертам или имуществу другого человека. Она возникает из тщеславия и отделяет человека от его ближнего.
Злостная зависть похожа на ревность в том смысле, что они обе недовольны чьими-то чертами, статусом, способностями или наградами. Разница в том, что завистники тоже желают предмета зависти и жаждут заполучить его. Зависть напрямую связана с Десятью заповедями, а именно: „И не возжелай … того, что принадлежит соседу“. Это утверждение также может быть связано с жадностью. Данте определил зависть как „желание лишить других людей того, что принадлежит им“. В „Чистилище“ Данте завистников наказывают зашитыми проволокой глазами за то, что они получали греховное удовольствие, видя, как других унижают. Согласно св. Фоме Аквинскому, борьба, вызванная завистью, состоит из трёх этапов: на первом этапе завистник пытается понизить репутацию другого; на средней стадии завистник получает либо „радость от чужого несчастья“ (если ему удаётся опорочить другого человека), либо „горе от чужого благополучия“ (если он терпит неудачу); третья стадия — ненависть, потому что „печаль вызывает ненависть“.
Зависть была причиной убийства Каином своего брата Авеля, поскольку Каин завидовал Авелю, потому что Бог одобрил жертву Авеля, а не жертву Каина.
Бертран Рассел сказал, что зависть — одна из самых мощных причин несчастья, приносящая горе тем, кто завидует, и в то же время побуждающая их причинять боль другим.
Согласно наиболее распространённым взглядам, только гордость давит на душу больше, чем зависть, среди главных грехов. Как и гордыня, зависть напрямую связана с дьяволом, поскольку в Книге премудрости Соломона (Прем. 2:24) сказано: „зависть дьявола принесла в мир смерть“.

### Гордыня

Строительство Вавилонской башни было для Данте примером гордости. Картина Питера Брейгеля Старшего

Гордыня (лат. superbia) считается почти в каждом списке первоначальным и самым серьёзным из семи смертных грехов. Из семи он самый демонический. Также считается, что это источник других смертных грехов. Гордыня известна как высокомерие (от др.-греч. ὕβρις) или тщеславие, как развращённый эгоизм, как поставление собственных желаний, побуждений и капризов выше благополучия других людей.
В ещё более деструктивных случаях это иррациональная вера в то, что кто-то существенно и обязательно лучше, выше или важнее других, неспособность признавать достижения других и чрезмерное восхищение личным образом или собой (особенно при забвении о собственном несовершенстве, при отказе признать свои собственные пределы, недостатки или заблуждения, которые свойственны для всех человеческих существ).
Ничто не в силах так нас ослепить,
Так часто в заблуждение вводить
И с толку сбить совсем в конце концов,
Как спесь — беда обычная глупцов.Александр Поуп „Опыт о критике“

(перевод А. Субботина)
Поскольку гордость была названа отцом всех грехов, она считалась самой выдающейся чертой чертей. К. С. Льюис пишет в „Просто христианстве“, что гордыня — это состояние „анти-бога“, положение, в котором эго и личность прямо противоположны Богу: „Нецеломудрие, гнев, жадность, пьянство и все такое — в сравнении с гордыней это пустяки: именно через гордыню дьявол превратился в дьявола: гордость ведёт ко всем другим порокам: это полностью анти-божественное состояние ума“. Считается, что гордыня отделяет дух от Бога, а также от Его животворного и благодатного присутствия.
Гордиться можно по разным причинам. Автор Икабод Спенсер утверждает, что „духовная гордость — это худший вид гордости, если не худшая ловушка дьявола. Сердце особенно лукаво в этом отношении“ . Джонатан Эдвардс сказал: „Помните, что гордыня — это наихудшая змея в сердце, величайший нарушитель покоя души и сладостного общения со Христом; это был первый грех, который когда-либо был, и он лежит в основе всего здания сатаны и является наиболее трудным для искоренения, и является самой скрытой, тайной и лживой из всех похотей, и часто незаметно проникает в самую гущу религии, иногда и под маской смирения“.
В Древних Афинах гордыня считалась одним из величайших преступлений и использовалась для обозначения наглого презрения, которое может заставить человека прибегнуть к насилию, чтобы опозорить жертву (т.е. садизма). Это чувство высокомерия может также характеризовать изнасилование . Аристотель определил высокомерие как надругательство над жертвой не из-за чего-либо, что случилось с насильником или могло произойти с насильником, а просто ради собственного удовольствия насильника. Значение этого слова несколько изменилось со временем, с некоторым дополнительным акцентом на грубую переоценку своих способностей.
Этот термин использовался для анализа и осмысления действий современных глав правительств Яном Кершоу (1998), Питером Бейнартом (2010) и в гораздо более физиологической манере Дэвидом Оуэном (2012). В этом контексте этот термин использовался для описания того, как определённые лидеры, когда их ставят на должности с огромной властью, кажутся иррационально самоуверенными в своих способностях, все более неохотно прислушиваются к советам других и становятся все более импульсивными в своих действиях.
Данте определил гордость как „любовь к себе, превратившуюся в ненависть и презрение к ближнему“.
Гордость обычно ассоциируется с отсутствием смирения.
Согласно формулировке сына Сирахова, сердце гордого человека „подобно куропатке в клетке, действующей как приманка; он, как шпион, следит за вашими слабостями“. Он превращает добро в зло, расставляет ловушки. Подобно тому, как искра поджигает угли, нечестивец готовит свои сети, чтобы пролить кровь. Остерегайтесь злого человека, ибо он замышляет зло. Он может навсегда опозорить вас». В другой главе он говорит, что «стяжатель не довольствуется тем, что у него есть, злая несправедливость иссушает сердце».
Бенджамин Франклин сказал: «На самом деле, пожалуй, нет ни одной из наших естественных страстей, которую так трудно подавить, как гордость . Замаскируйте её, боритесь с ней, подавляйте её, умерщвляйте её сколько угодно, она всё ещё жива и то и дело будет выглядывать и показывать себя; вы, возможно, часто будете видеть её в этой истории. Ибо даже если бы я мог понять, что полностью преодолел её, я бы, вероятно, возгордился своим смирением». Джозеф Аддисон утверждает, что «нет страсти, которая проникает в сердце более незаметно и скрывается под большей маскировкой, чем гордость».
Пословица «гордость идёт перед разрушением, высокомерный дух перед падением» (из библейской книги Притчей, 16:18) (или гордость идёт впереди грехопадения), как считается, суммирует современное употребление понятия «гордыня». Гордость также называют «ослепляющей гордостью», поскольку она часто заставляет приверженцев поступать глупо, вопреки здравому смыслу. В своей двухтомной биографии Адольфа Гитлера историк Ян Кершоу использует как «высокомерие», так и «возмездие» в качестве названий. Первый том «Гордыня» описывает раннюю жизнь Гитлера и его приход к политической власти. Второй том, «Немезида», подробно описывает роль Гитлера во Второй мировой войне и завершается его падением и самоубийством в 1945 году.
10-я и 11-я главы Книги Сираха обсуждают и дают советы о гордости, высокомерии и о том, кто достоин чести:
Не гневайся за всякое оскорбление на ближнего, и никого не оскорбляй делом.
Гордость ненавистна и Господу, и людям, и преступна против обоих.
Мудрость смиренного вознесёт голову его и посадит его среди вельмож.
Прежде, нежели исследуешь, не порицай; узнай прежде, и тогда упрекай.
Прежде, нежели выслушаешь, не отвечай, и среди речи не перебивай.
Не спорь о деле, для тебя ненужном, и не сиди на суде грешников.
Сын мой! не берись за множество дел: при множестве дел не останешься без вины.
И если будешь гнаться за ними, не достигнешь, и, убегая, не уйдешь.Книга Премудрости Иисуса, сына Сирахова. Из глав 10 и 11
В средневековой мистерии Якоба Бидермана «Ценодокс» гордость является самым смертоносным из всех грехов и ведёт непосредственно к проклятию знаменитого парижского врача. В «Божественной комедии» Данте кающихся обременяют каменными плитами на шее, чтобы они склонили головы.

## Исторические грехи

### Акедия

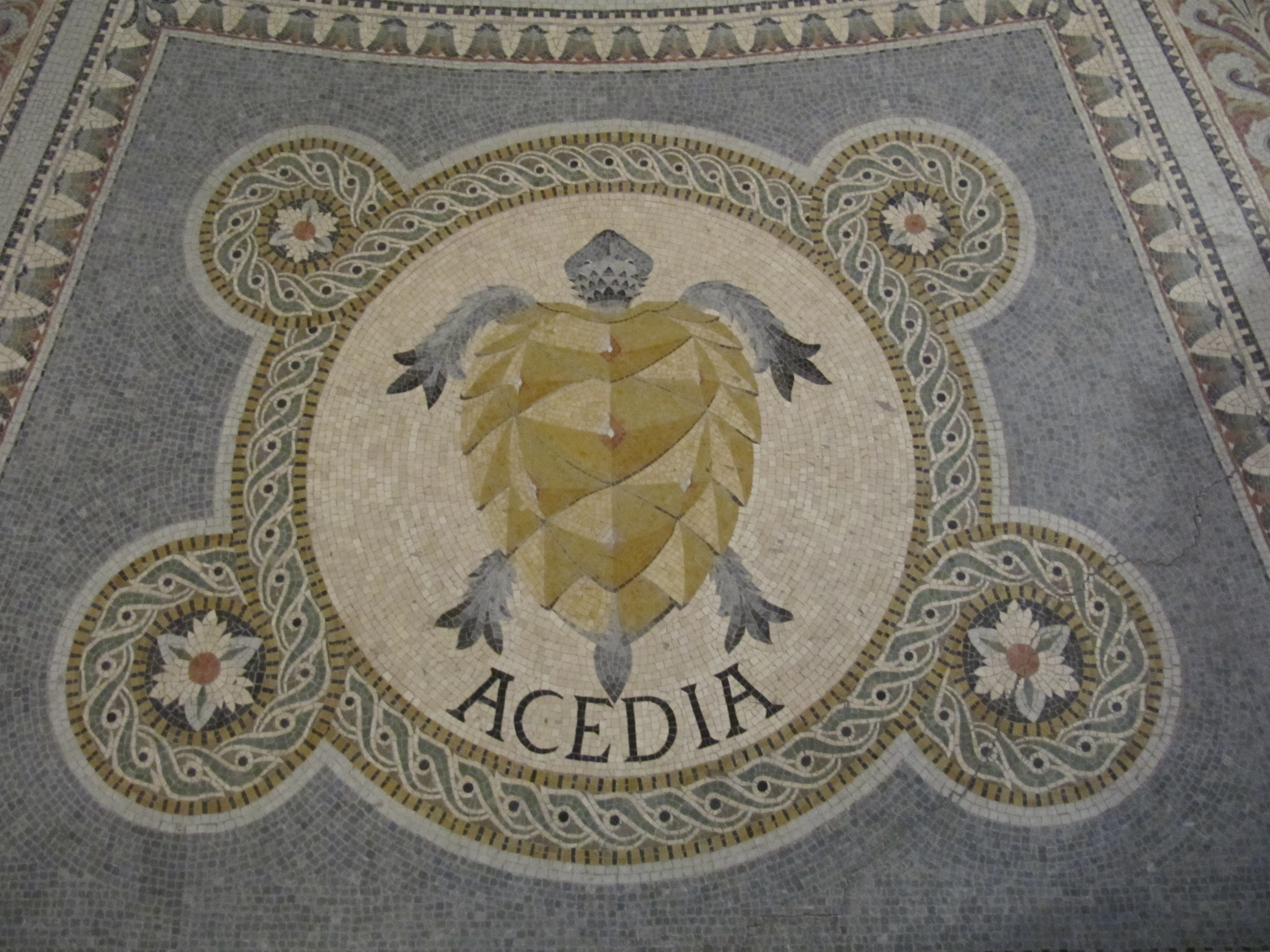
Мозаика Acedia, Базилика Нотр-Дам-де-Фурвьер

Акедия (лат. acedia «без заботы», от греч. ἀκηδία) — это пренебрежение своими делами. Акедия может быть переведена как апатия, депрессия без радости. Она связана с меланхолией: акедия описывает поведение, а меланхолия предполагает вызывающую его эмоцию. В ранней христианской мысли отсутствие радости рассматривалось как умышленный отказ от благости Бога. Напротив, апатия считалась отказом помогать другим в трудную минуту.
Acēdia — отрицательная форма греческого термина κηδεία («Kēdeia»), который имеет более ограниченное использование. «Кедея» означает супружескую любовь и уважение к мёртвым. Таким образом, положительный термин «кедея» указывает на любовь к семье, даже несмотря на смерть. Он также указывает на любовь к тем, кто не является ближайшим родственником, особенно на создание новой семьи со своим «любимым». С этой точки зрения acēdia указывает на отказ от семейной любви. Тем не менее, значение acēdia гораздо шире, оно означает безразличие ко всему, что испытываешь.
Папа Григорий соединил acedia и tristitia, когда описывал лень для своего списка грехов. Когда Фома Аквинский описал acedia в своей интерпретации списка, он описал её как «беспокойство ума», являющееся прародителем меньших грехов, таких как беспокойство и неуравновешенность. Данте уточнил это определение, описав acedia как «отказ любить Бога всем сердцем, всем своим разумом и всей своей душой»; для него это был «средний грех», единственный, для которого характерно отсутствие или недостаток любви.
Acedia в настоящее время определяется в Катехизисе католической церкви как духовная лень, при которой человек считает духовные задачи слишком трудными. В IV веке христианские монахи считали, что причиной акедии является не лень, а состояние меланхолии, которое вызывает духовную отстранённость.

### Тщеславие

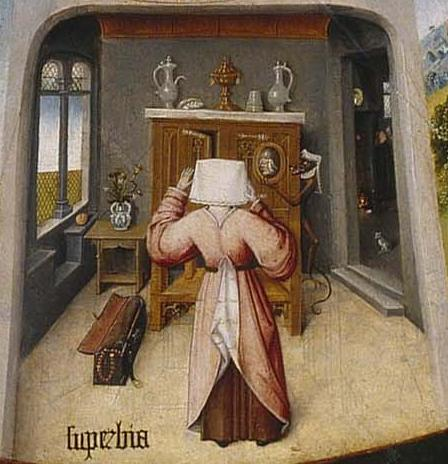
Фрагмент гордыня из «Семи смертных грехов и четырёх последних вещей» Иеронима Босха, ок. 1500

Тщеславие (лат. vanagloria) — неоправданное хвастовство. Папа Григорий рассматривал тщеславие как форму гордыни, поэтому он превратил «тщеславие» в «гордыню», составляя свой список грехов. По мнению Фомы Аквинского, тщеславие — это прародитель зависти.
Латинский термин gloria примерно означает хвастовство, хотя его английское родственное слово — gloria (слава) — приобрело исключительно положительное значение. Исторически термин «тщеславие» примерно означал «бесполезное», «тщетное», но к XIV веку он приобрёл сильные нарциссические оттенки, которые сохраняются и сегодня. В результате этих семантических изменений, тщеславие стало редко используемым словом само по себе и теперь обычно интерпретируется как относящееся к самолюбованию (в его современном нарциссическом смысле). 

## Семь христианских добродетелей
Что касается христианства, некоторые христианские конфессии, такие как католическая церковь и протестантские церкви, включая лютеранскую церковь, признают семь добродетелей, которые прямо противоположны каждому из семи смертных грехов.
| Порок       | Латинский | Итальянский | Добродетель                               | Латинский             | Итальянский |
| ----------- | --------- | ----------- | ----------------------------------------- | --------------------- | ----------- |
| Похоть      | Luxuria   | Lussuria    | Целомудрие                                | Castitas              | Castità     |
| Чревоугодие | Gula      | Gola        | Умеренность                               | Moderatio             | Temperanza  |
| Жадность    | Avaritia  | Avarizia    | Благотворительность (или иногда щедрость) | Caritas (Liberalitas) | Generosità  |
| Лень        | Acedia    | Accidia     | Трудолюбие                                | Industria             | Diligenza   |
| Гнев        | Ira       | Ira         | Терпение                                  | Patientia             | Pazienza    |
| Зависть     | Invidia   | Invidia     | Благодарность (или доброта)               | Gratia (Humanitas)    | Gratitudine |
| Гордыня     | Superbia  | Superbia    | Смирение                                  | Humilitas             | Umiltà      |

## Шаблоны исповеди
Исповедь — это акт признания совершения греха священнику, который, в свою очередь, является как бы посредником (просителем) перед Богом, у которого испрашивает прощение во имя (в личности) Христа. Священнослужитель произносит после исповеди разрешительную молитву, сообщая верующему прощение грехов в силу преемственности священнослужителей от апостолов, которым Господь Иисус Христос сказал: «Елика аще свяжете на земли, будут связана на небеси, и елика аще разрешите на земли, будут разрешена на небесех» (Мф. 18. 18). Таким образом человек с помощью священника совершит покаяние, чтобы (частично) восполнить проступок, а священнослужитель посоветует этому человеку то, что ему или ей следует делать после.
Согласно исследованию иезуита о. Роберто Буса, самый распространённый смертный грех, который исповедуют мужчины, — это похоть, а женщины — гордость. Было неясно, были ли эти различия связаны с фактическим количеством нарушений, совершённых каждым полом, или же различия во взглядах на то, что «имеет значение» или в чём следует признаться, вызвали наблюдаемую закономерность.

## В искусстве

### «Капелла Скровеньи» Джотто
Нижний ярус, расписанной Джотто в нач. XIV века Капеллы Скравеньи, изображает цикл из 7 Аллегорий Добродетелей и 7 Аллегорий Пороков, составляющих основу человеческой жизни на земле. К числу 7 пороков Джотто относит:
1. Глупость (Stultitia), которой противостоит Благоразумие (Prudentia);
2. Непостоянство (Inconstantia), ей противоположна Крепость (Fortitudo);
3. Гнев (Ira), который сдерживает Умеренность (Temperantia);
4. Несправедливость (Injustitia), чья противоположность — Справедливость (Justitia);
5. Неверности (Infidelitas) противопоставлена Вера (Fides);
6. Зависти (Invidia) противоположна Любовь (Caritas);
7. Отчаяние (Desperatio) — порок, поражающий добродетель Надежды (Spes).

### «Чистилище» Данте
Вторая книга эпической поэмы Данте «Божественная комедия» построена вокруг семи смертных грехов. Самые серьёзные грехи, обнаруживаемые на самом нижнем уровне горы, — это рациональные грехи, такие как гордость и зависть. Злоупотребление страстями (гнев) или отсутствие страсти (лень) также отягощают душу, но не так сильно, как злоупотребление рациональными способностями. Наконец, злоупотребление своими физическими потребностями посредством жадности, обжорства или похоти — это злоупотребление способностями, которые люди разделяют с животными. Это грехи, которые давят на душу, но не отягощают её так сильно, как другие злоупотребления. Таким образом, от одного уровня Чистилища к другому мы видим все перечисленные грехи, в то время как на нижних уровнях находятся наиболее серьёзные грехи гнева, зависти и гордости.
1. лат. luxuria / похоть[63][64][65]
2. лат. gula / чревоугодие
3. лат. avaritia / жадность
4. лат. acedia / леность
5. лат. ira / гнев
6. лат. invidia / зависть
7. лат. superbia / гордыня

### Жак Калло— серия «Семь смертных грехов» начала XVII века

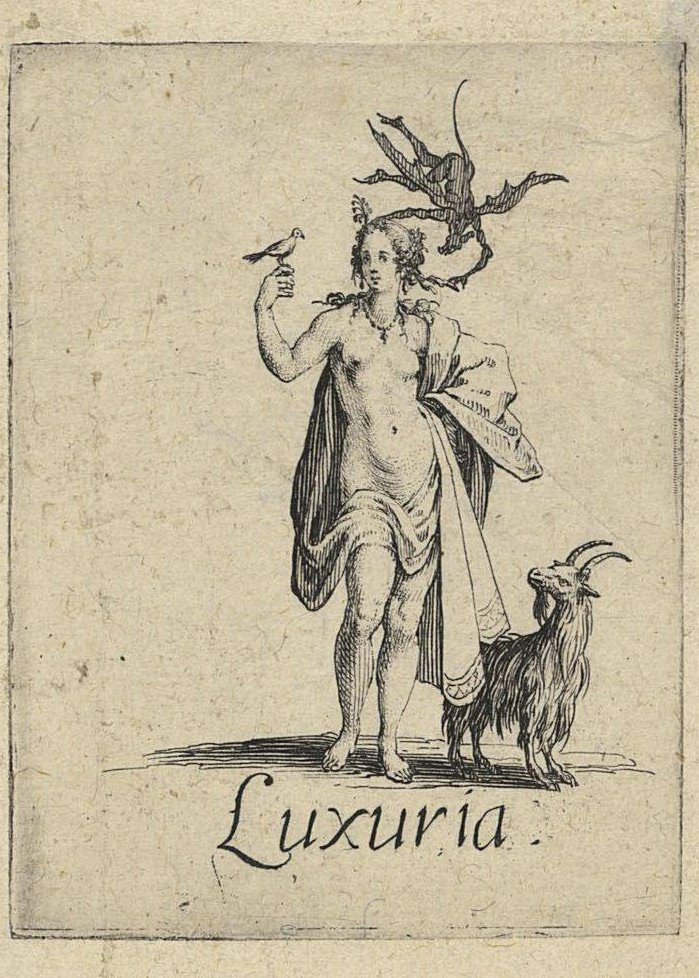
Похоть
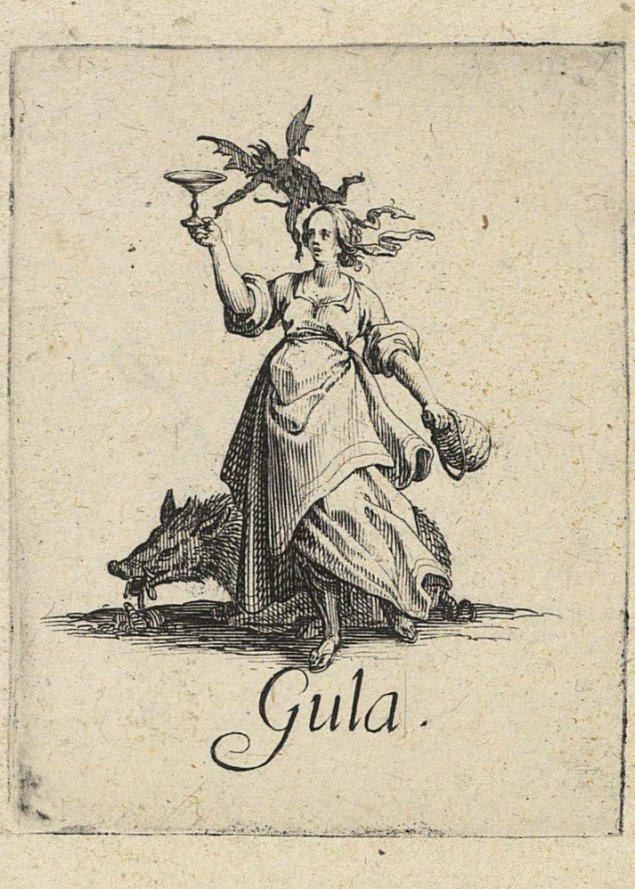
Чревоугодие
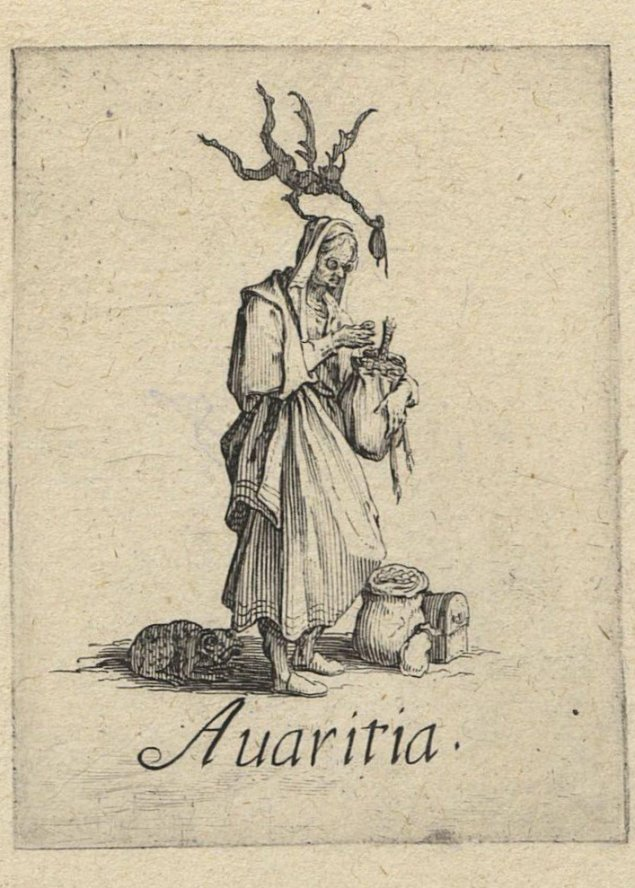
Жадность
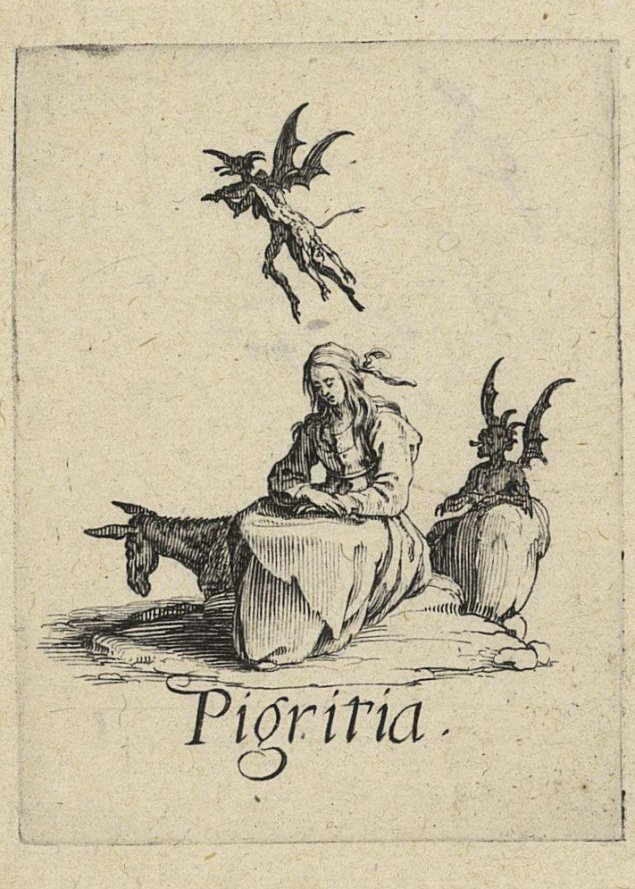
Лень
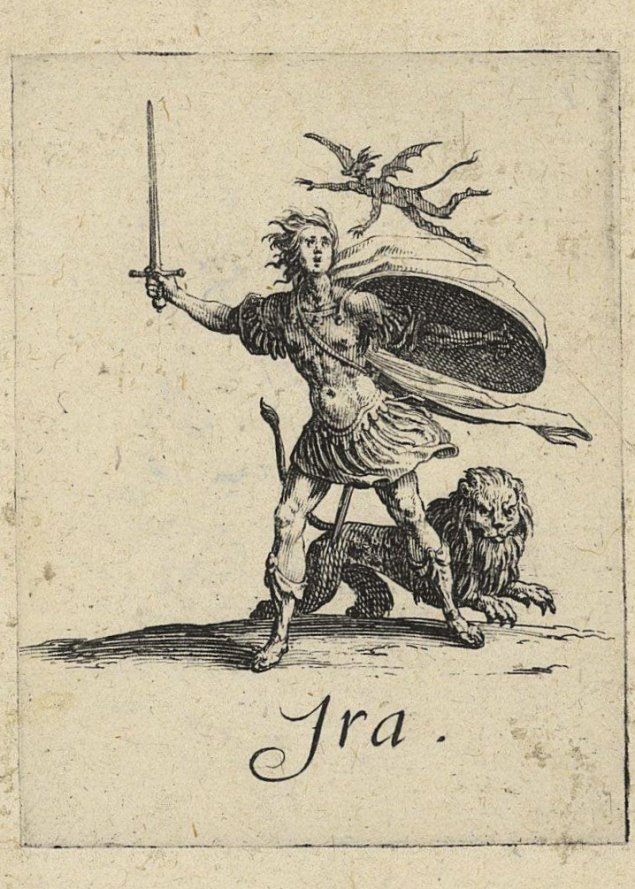
Гнев
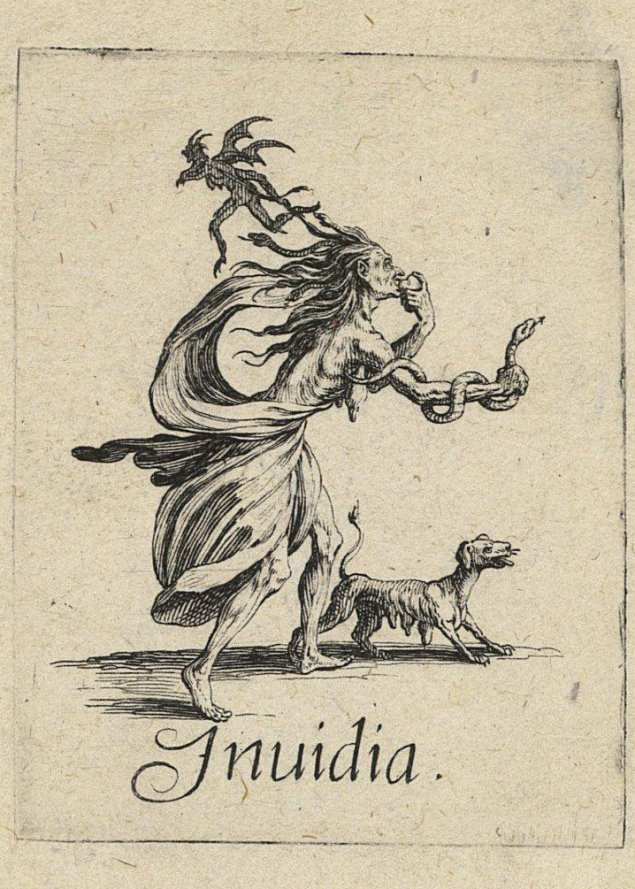
Зависть
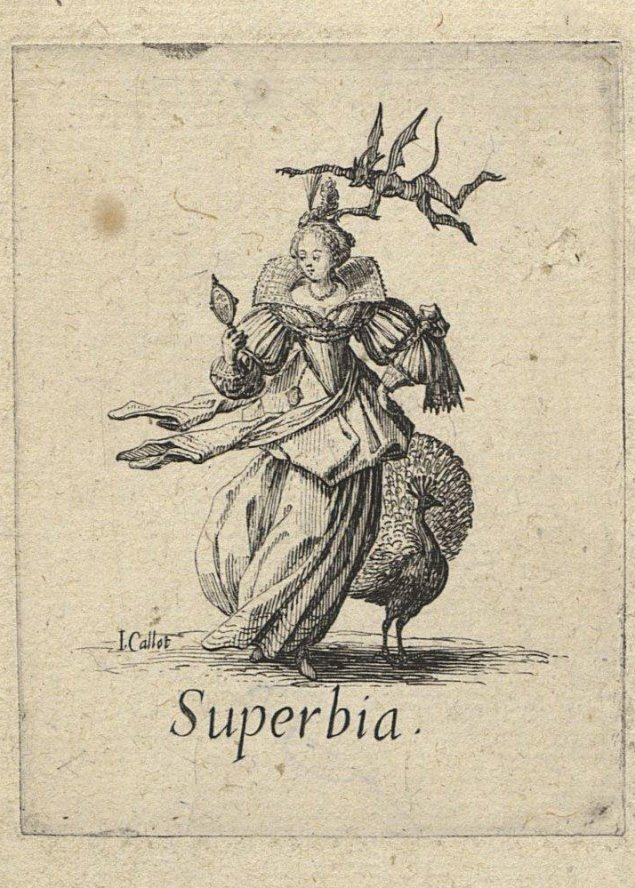
Гордыня

### Джеффри Чосер «Рассказ пастора»
Последний рассказ Кентерберийских рассказов Чосера, «Рассказ пастора», — это не рассказ, а проповедь, которую пастор произносит против семи смертных грехов. В этой проповеди собрано много общих идей и образов о семи смертных грехах. Этот рассказ и работа Данте показывают, как семь смертных грехов использовались в исповедальных целях или как способ распознать, покаяться и найти прощение за свои грехи.

### Гравюры Питера Брейгеля Старшего
Голландский художник Питер Брейгель Старший создал серию гравюр, изображающих каждый из семи смертных грехов. На каждом оттиске есть центральное изображение, представляющее грех. Вокруг центральной фигуры показаны искажения, вырождения и разрушения, вызванные грехом. Многие из этих изображений взяты из тогдашних голландских афоризмов.

### Эдмунд Спенсер «Королева фей»
Книга Спенсера «Королева фей», призванная научить молодых людей принимать добродетель и избегать пороков, включает красочное изображение Дома Гордости. Люциферу, хозяйку дома, сопровождают советники, олицетворяющие остальные семь смертных грехов. 

### «Видение о Петре-пахаре» Уильяма Ленгланда
Семь грехов олицетворены в персонажах поэмы Уильяма Ленгланда «Видение о Петре-пахаре». Только гордыня представлена женщиной, все остальные грехи представлены мужскими персонажами.

### Балет «Семь смертных грехов»
В балете Курта Вайля и Бертольда Брехта «Семь смертных грехов» капитализм и его болезненные злоупотребления высмеиваются по мере того, как центральный персонаж Анна, жертва раздвоения личности, путешествует по семи разным городам в поисках денег для своей семьи. В каждом городе она сталкивается с одним из семи смертных грехов, но эти грехи не оправдывают ожидания. Например, когда она едет в Лос-Анджелес, её возмущает несправедливость, но ей говорят, что гнев против капитализма — это грех, которого она должна избегать. 

### «Семь смертных грехов» Пола Кадмуса
Между 1945 и 1949 годами американский художник Пол Кадмус создал серию ярких, мощных и ужасных картин, изображающих каждый из семи смертных грехов.

## Переоценка
Фердинанд Маунт утверждает, что поздняя современность (особенно через таблоиды) на удивление придала доблести порокам, заставив общество регрессировать к примитивному язычеству: «алчность была переименована в „розничную терапию“, праздность — это „перекур“, похоть „исследует вашу сексуальность“, гнев „раскрывает вашу эмоциональность“, тщеславие выглядит хорошо, потому что „оно того стоит“, а обжорство — это „религия гурманов“».